# أرون شاندلير
أرون شاندلير (بالإنجليزية: Aaron Chandler)‏ (3 أكتوبر 1983 بدنفر في الولايات المتحدة - ) هو لاعب كرة قدم أمريكي في مركز الهجوم. لعب مع دي.سي. يونايتد وكولومبوس كرو وCalifornia Victory ‏ وIL Hødd ‏.

## وصلات خارجية
- أرون شاندلير على موقع قاعدة بيانات كرة القدم.إي يو (الإنجليزية)